# Шунга (империя)
Империя Шунга (или Сунга) — государство, существовавшее примерно в 185—73 до н. э. на востоке Индии. Возникло после падения Империи Маурьев. Столицей государства была Паталипутра.

## Падение династииМаурьев
В 185 до н. э., через 50 лет после смерти царя Ашоки последний царь Маурьев Брихадратха был жестоко убит во время военного парада своим военачальником Пушьямитра Шунга, который объявил себя царём и создал новую династию.

## Преследования буддизма
Пушьямитра Шунга был правоверным брамином. Он был ярым противником буддизма, и известен жестокими преследованиями. Он разрушал буддийские монастыри и убивал монахов. Он разрушил 84 тысячи буддийских ступ, построенных Ашокой, и вознаграждал за убийства буддийских монахов (Indian Historical Quarterly Vol. XXII, p.81 ff). Буддийские монастыри переоборудовались в индийские храмы, в частности в таких местах, как Наланда, Бодхгая, Сарнатх и Матхура.

## Конфликт синдо-греками
Около 180 до н. э. греко-бактрийский царь Деметрий I Бактрийский предпринял военный поход против Шунга и дошёл вплоть до Паталипутры, образовав новое Индо-греческое царство на севере и северо-западе Индии.
Причиной вторжения считается также защита буддизма, и в занятых землях буддизм стал активно процветать. Особенно существенный вклад в распространение и развитие буддизма сделал царь Менандр I (Милинда), прозванный также Спасителем.
Согласно столпу Гелиодора, индо-греки и Шунга заключили мир и обменялись дипломатическими миссиями около 110 до н. э..

## Поздний период царства Шунга

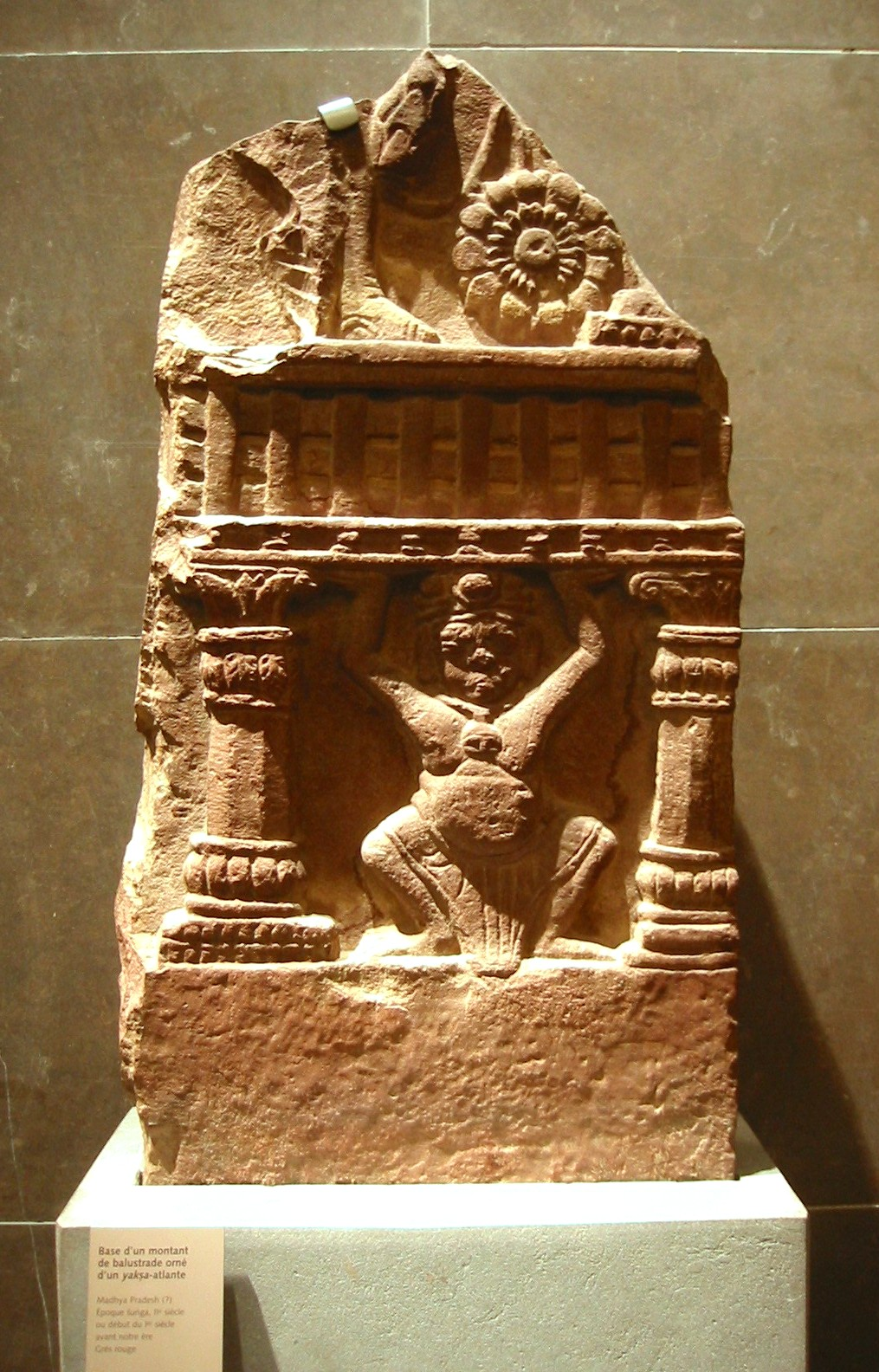
Атлант в Яксе, Мадхья-Прадеш

В позднее время в царстве Шунга буддийская активность продолжалась, преимущественно в удалении от центра.
После падения династии царством Магадха стала править династия Канва.